# Prémios Sophia de 2017
A 6.ª Edição dos Prémios Sophia ocorreu a 22 de março de 2017, no Centro Cultural de Belém, em Lisboa. Os nomeados foram revelados no dia 23 de fevereiro de 2017. A cerimónia foi apresentada por Ana Bola e transmitida em direto na RTP2.

## Vencedores e Nomeados
NotaOs vencedores estão destacados a negrito.
| Melhor filme | Melhor realizador |
| --- | --- |
| - Cartas da Guerra, de Ivo Ferreira - Cinzento e Negro, de Luís Filipe Rocha - A Mãe é que Sabe, de Nuno Rocha - Estive em Lisboa e Lembrei de Você, de José Barahona                                                      | - Ivo Ferreira, por Cartas da Guerra - Luís Filipe Rocha, por Cinzento e Negro - José Fonseca e Costa, por Axilas - Nuno Rocha, por A Mãe é que Sabe |
| Melhor ator principal | Melhor atriz principal |
| - Miguel Borges, em Cinzento e Negro - Filipe Duarte, em Cinzento e Negro - Miguel Nunes, em Cartas da Guerra - Albano Jerónimo, em Gelo                                                                                   | - Ana Padrão, em Jogo de Damas - Joana Bárcia, em Cinzento e Negro - Margarida Vila-Nova, em Cartas da Guerra - Ivana Baquero, em Gelo |
| Melhor ator secundário | Melhor atriz secundária |
| - Adriano Carvalho, em A Mãe é que Sabe - Carlos Santos, em A Mãe é que Sabe - Adriano Luz, em John From - Ivo Canelas, em Gelo                                                                                            | - Manuela Maria, em A Mãe é que Sabe - Dalila Carmo, em A Mãe é que Sabe - Camila Amado, em Cinzento e Negro - Inês Castel-Branco, em Gelo |
| Melhor argumento original | Melhor argumento adaptado |
| - Luís Filipe Rocha, por Cinzento e Negro - Luís Galvão Teles, Gonçalo Galvão Teles e Luís Diogo, por Gelo - Mário Botequilha e José Fonseca e Costa, por Axilas - Roberto Pereira e Nuno Rocha, por A Mãe é que Sabe      | - Ivo Ferreira e Edgar Medina por Cartas da Guerra - Hugo Vieira da Silva, por Posto-Avançado do Progresso - José Barahona, por Estive em Lisboa e Lembrei de Você - Julia Roy, por Até Nunca |
| Melhor fotografia | Melhor montagem |
| - João Ribeiro, por Cartas da Guerra - Luís Branquinho, por A Mãe é que Sabe - André Szankowski, por Cinzento e Negro - Rui Poças, por O Ornitólogo                                                                        | - Sandro Aguilar, por Cartas da Guerra - Paula Miranda, por A Mãe é que Sabe - António Pérez Reina, por Cinzento e Negro - Pedro Ribeiro, por Gelo |
| Melhor direção de arte | Melhor som |
| - Nuno Mello, por Cartas da Guerra - Isabel Branco, em Cinzento e Negro - Joana Cardoso, em A Mãe é que Sabe - Ana Paula Rocha e João Martins, em Gelo                                                                     | - Ricardo Leal, por Cartas da Guerra - Carlos Alberto Lopes e Elsa Ferreira, em Cinzento e Negro - Pedro Melo, Tiago Raposinho e Tiago Matos, em A Mãe é que Sabe - Olivier Blanc e Branko Neskov, em Gelo |
| Melhor banda sonora original | Melhor canção original |
| - Mário Laginha, por Cinzento e Negro - Filipe Raposo, por Refrigerantes e Canções de Amor - The Red Trio e Norberto Lobo, por Aqui, em Lisboa – Episódios da Vida de Uma Cidade - Nuno Malo, por A Canção de Lisboa       | - "Refrigerantes e Canções de Amor", letra Sérgio Godinho e música Filipe Raposo, em Refrigerantes e Canções de Amor - "Será Amor" – composição de Miguel Araújo, em A Canção de Lisboa - "Balada para uma dinossaura", letra e musíca João Tempera, em Refrigerantes e Canções de Amor - "Sobe o Calor" – letra de Sérgio Godinho e música Filipe Raposo, em Refrigerantes e Canções de Amor |
| Melhor guarda-roupa | Melhor maquilhagem e cabelos |
| - Lucha d’Orey, por Cartas da Guerra - Isabel Branco, por Cinzento e Negro - Ana Paula Rocha e Sílvia Siopa, por Gelo - Mia Lourenço, por A Mãe é que Sabe                                                                 | - Nuno Esteves e Nuno Mendes, por Cartas da Guerra - Ana Lorena e Natália Bogalho, por Axilas - Sandra Pinto, por Cinzento e Negro - Emanuelle Fèvre e Iracema Machado, por Gelo |
| Melhor documentário em longa-metragem | Melhor documentário em curta-metragem |
| - Mudar de Vida, José Mário Branco, vida e obra, de Nelson Guerreiro e Pedro Fidalgo - O Cinema, Manoel de Oliveira e Eu, de João Botelho - A Toca do Lobo, de Catarina Mourão - Rio Corgo, de Sérgio da Costa e Maya Kosa | - Balada de um Batráquio, de Leonor Teles - A Vossa Terra, de João Mário Grilo - António, Lindo António, de Ana Maria Gomes - Portugueses do Soho, de Ana Ventura Miranda |
| Melhor curta-metragem de ficção | Melhor curta-metragem de animação |
| - Menina, de Simão Cayatte - Bastien, de Welket Bungué - A Brief History Of Princess X, de Gabriel Abrantes - Campo De Víboras, de Cristèle Alves Meira                                                                    | - Estilhaços, de José Miguel Ribeiro - Fim de Linha, de Paulo D’Alva - Última Chamada, de Sara Barbas - A Casa Ou Máquina De Habitar, de Catarina Romano |
| Pŕemio Sophia Estudante | |
| - A Instalação do Medo, de Ricardo Leite - Marvin’s Island, de António Vieira, Filipa Burmester, Pedro Oliveira - Post-Mortem, de Belmiro Ribeiro - Pronto, era Assim, de Joana Nogueira e Patrícia Rodrigues              | |

### Prémio Mérito e Excelência
- Ruy de Carvalho (ator)

### Prémios de carreira
- Adelaide João (atriz)
- Elso Roque (diretor de fotografia)

## Nomeações e prémios múltiplos
| Nomeações | Filmes                             |
| --------- | ---------------------------------- |
| 14        | Cinzento e Negro                   |
| 12        | A Mãe é que Sabe                   |
| 11        | Cartas da Guerra                   |
| 10        | Gelo                               |
| 4         | Refrigerantes e Canções de Amor    |
| 3         | Axilas                             |
| 2         | Estive em Lisboa e Lembrei de Você |
| 2         | A Canção de Lisboa                 |

| Prémios | Filmes           |
| ------- | ---------------- |
| 9       | Cartas da Guerra |
| 3       | Cinzento e Negro |
| 2       | A Mãe é que Sabe |